# 우리말 나들이
《우리말 나들이》는 한국어 맞춤법의 잘못된 관습을 알리고 바로잡거나 순화할 목적으로 편성된 시사 및 교양 전문 프로그램이다.

## 역대 스폰서
- 1997년 ~ 1998년 : 삼성생명
- 1999년 ~ 2001년 : 삼성화재
- 2023년 ~ 현재 : 한글과컴퓨터

## 결방 및 편성 변경

### 2024년
- 12월 10일 : 윤석열 대통령 계엄 MBC 뉴스특보 로 인한 결방
- 12월 25일 : 크리스마스 연휴로 인한 결방

### 2025년
- 6월 19일 : 국회 인사 청문회 이종석 국정원장 후보자 청문회로 인한 결방
- 7월 3일 : 이재명 대통령 취임 30일 기자회견 편성으로 인해 결방
- 7월 31일 : MBC 뉴스특보 로 인한 결방

## 경쟁 프로그램
- 바른말 고운말 (종영) (KBS 1TV)
- 사랑해요 우리말 (종영) (SBS TV)